# Феодосий (Скутару)
Епископ Феодосий (рум. Episcop Teodosie; род. 20 июля 1944, Милянка, Ботошани) — архиерей Православной старостильной церкви Румынии, епископ Брашовский (с 1995).

## Биография
Родился 20 июля 1944 года в коммуне Милянка в семье Василе и Вирджинии Скутару.
В 1968 году поступил в Куковский монастырь, став духовным сыном иеромонаха Пахомия (Мораря) (будущего епископа). В Успенском монастыре в Бухаресте епископом Евлогием (Оца) был последовательно хиротонисан в сан иеродиакона и иеромонаха.
Активно занимался строительством монастырских зданий, но чтобы отвлечь внимание властей, отдельные строения числились как ферма, а монахи трудились на сельскохозяйственных работах в животноводстве и виноградорстве. Тем не менее в 1970 году против иеромонаха Пахомия (Мораря) и его ученика Феодосия был подан иск по которому их приговорили к году тюремного заключения. Пока рассматривалась апелляция, произошло помилование и монахи избежали заключения.
26 июня 1995 года в монастырском храме митрополитом Власием (Могырзаном) и другими архиереями был хиротонисан в сан епископа Брашовского.
После кончины 24 мая 2006 года епископа Пахомия (Мораря), стал настоятелем Куковского монастыря.